# Lista de membros da Royal Society eleitos em 1801
Esta é uma lista de Membros da Royal Society eleitos em 1801.

## Fellows of the Royal Society (FRS)
1. Edmund Antrobus
2. Edward Ash (ca. 1764–1829)
3. Edward Balme (-1823)
4. William Bligh (1754–1817)
5. Richard Chenevix (ca. 1774–1830)
6. Martin Davy (1763–1839)
7. John Ellis
8. Edward Forster (1769–1828)
9. Willoughby Gordon (1773–1851)
10. John Hailstone (1759–1847)
11. Warren Hastings (1732–1818)
12. George Isted (-1821)
13. John Latham (1761–1843)
14. William Long (1747–1818)
15. Herbert Marsh (1757–1839)
16. Robert Nixon (1759–1837)
17. Roger Elliot Roberts (ca. 1753–1831)
18. Matthew Smith
19. Walter Stirling (1758–1832)
20. Samuel Turner (1759–1802)
21. John Lloyd Williams
22. Giffin Wilson (1766–1848)
23. Robert Wissett (-1820)
24. Charles Philip Yorke (1764–1834)